# Bythinella rubiginosa
Bythinella rubiginosa is een slakkensoort uit de familie van de Hydrobiidae. De wetenschappelijke naam van de soort is voor het eerst geldig gepubliceerd in 1833 door Boubee.